# 페르난도 3세
페르난도 3세(스페인어: Fernando III, 1199년 7월 30일 또는 8월 5일 ~ 1252년 5월 30일)은 카스티야와 레온의 왕으로, 카스티야 왕국과 레온 왕국을 완전히 통합한 왕이다. 역대 스페인의 군주 중 가장 위대한 왕 중 한명으로 꼽힌다. 성인으로 시성되었다.

## 생애
페르난도는 레온 왕국의 알폰소 9세와 카스티야 왕국의 알폰소 8세의 딸인 베렝겔라 사이의 아들로서 태어났다. 알폰소 9세와 베렌구엘라 사이의 결혼은 교황 인노첸시오 3세에 의해서 취소되었으나, 이들 사이의 자손들의 상속권은 인정되었다. 페르난도는 아버지를 따라 레온에서 살았었는데, 1217년 카스티야 왕국의 왕인 엔리케 1세가 사고로 사망하였다. 카스티야의 여왕이 된 베렝겔라는 엔리케 1세의 사망 소식이 레온 왕국에 전해지기 전에 사자를 보내 페르난도를 카스티야 왕국으로 오도록 하였고, 그가 도착하자마자 페르난도에게 카스티야의 왕위를 넘겼다. 알폰소 9세은 베렝겔라가 자신을 속였다고 생각하였기 때문에 페르난도는 왕위에 오르자마자 아버지, 그리고 카스티야의 귀족들과 경쟁해야만 했다. 그러나 페르난도의 능력과 베렝겔라의 역량은 알폰소 9세와 귀족들을 충분히 능가하였다.
페르난도는 어머니인 베렝겔라를 유순하게 따랐다. 베렝겔라의 뜻에 따라 필리프 폰 슈바벤의 딸인 슈바벤의 베아트리세와 결혼하였고, 베렝겔라의 조언에 맞추어 무어인과의 전쟁을 수행함과 동시에 1230년 알폰소 9세 사후 레온의 왕위를 평화적으로 물려받았다. 페르난도는 카스티야 왕국과 레온 왕국이 통합된 이후 이베리아 반도 내의 이슬람 세력을 몰아내기 시작하였으며 결과적으로 이슬람 세력은 이베리아에서 밀려나가기 시작하였다. 1236년 코르도바를 함락하였으며 1248년에는 세비야를 함락하였다. 그라나다의 왕은 페르난도와 주종관계를 맺어야했고, 의회가 소집될 때마다 참석해야만 했다. 페르난도는 알비파를 심하게 적대시하였는데, 이 사실은 이후 그가 시성되는데 영향을 끼쳤다. 페르난도는 1671년 교황 클레멘스 10세에 의해 시성되었다.
페르난도는 그의 첫 번째 아내 베아트리세가 사망한 후 퐁티외 백작 시몬 드 다마르탱의 딸인 잔 드 다마르탱과 결혼하였다. 이들 사이의 딸인 엘레노어는 이후 잉글랜드의 왕 에드워드 1세와 결혼하였다.

## 참고 자료
본 문서에는 현재 퍼블릭 도메인에 속한 브리태니커 백과사전 제11판의 내용을 기초로 작성된 내용이 포함되어 있습니다.